# Rafael Belliard
Rafael Belliard é um ex-jogador profissional de beisebol da República Dominicana.

## Carreira
Rafael Belliard foi campeão da World Series 1995 jogando pelo Atlanta Braves. Na série de partidas decisiva, sua equipe venceu o Cleveland Indians por 4 jogos a 2.